# Воронов, Андрей Валерьевич
Андрей Валерьевич Воронов (род. 10 июля 1972 года, Томск, РСФСР, СССР) — российский политический и государственный деятель. Глава города Нового Уренгоя с 5 октября 2020 года по 28 июня 2024 года. Далее арестован по подозрению в получении взятки в особо крупном размере.

## Биография
Андрей Валерьевич Воронов родился 10 июля 1972 года в Томске. Трудовую деятельность на Ямале начал в Новом Уренгое в 2005 году, работая главным инженером в ОАО «Инженерно-строительная компания». В 2010 перешёл в администрацию города. В 2018 году был назначен на пост заместителя губернатора ЯНАО — куратора строительной сферы региона. С 8 сентября 2020 года временно исполнял полномочия главы города Новый Уренгой. С 5 октября 2020 года по 28 июня 2024 года Глава города Новый Уренгой.
О том, что происходило в доямальский период жизни Воронова, официальные источники предпочитают умалчивать, ограничиваясь тем, что он окончил Томский инженерно-строительный институт. После этого в биографии будущего чиновника пробел до 2005 года. Однако из опубликованных в открытом доступе материалов следует, что в 1997 году судом города Томска Андрей Воронов был осужден к 4 годам лишения свободы условно с испытательным сроком 3 года по статье «грабеж» (ст. 161 УК РФ). В материалах суда указано, что Воронов А. В., женатый, ранее не судимый, с высшим образованием, на момент совершения преступления (нападение на сотрудницу пивного ларька с применением насилия, неопасного для жизни и причинение побоев с целью получения бесплатной канистры пива), работал столяром в ТОО «Массив». Эту информацию журналистам официально подтвердили в Томском областном суде. В настоящее время материалы уголовного дела уничтожены установленным порядком, сам приговор хранится в архиве Томского облсуда.

## Подозрения в коррупции и арест
16 января 2021 года после публикации материалов журналистского расследования стало известно о подозрениях в ряде коррупционных преступлений в отношении Андрея Валерьевича Воронова, среди которых: получение взяток в особо крупных размерах за приём в эксплуатацию многоквартирных жилых домов в Новом Уренгое и махинации с квартирами для переселенцев из ветхого и аварийного жилья, будучи заместителем главы администрации Нового Уренгоя, ведение теневого бизнеса, будучи главой администрации города.
3 июля 2024 года был арестован в Москве. По версии следствия, Воронов, занимая должность заместителя Губернатора Ямало-Ненецкого автономного округа получил взятку от представителей организации в виде выполнения и оплаты дизайнерских услуг в фактически принадлежащим его семье жилому дому.
Судья принял решение об аресте Воронова на месяц и 30 суток — до 1 сентября 2024 года

## Собственность
Андрей Воронов вместе со своей семьёй владеет недвижимостью в Новом Уренгое, Тюмени, Анапе и Ялте.